# Bosko, the Talk-Ink Kid
Bosko, the Talk-Ink Kid este un film de scurt metraj animat din 1929,care îl are ca persoanj principal pe Bosko. Filmul nu a fost lansat niciodată în cinematografe, dar în 2000 (fix 71 de ani mai târziu), Cartoon Network l-a relansat. Face parte din seria Looney Tunes.